# Blackmore (Essex)
Pour les articles homonymes, voir Blackmore.
Blackmore est un village et une paroisse civile de l'Essex, en Angleterre.